# ضغط محيط
الضغط المحيط على جسم هو ضغط الوسط المحيط الملامس لهذا الجسم، سواء كان هذا الوسط سائلاً أو غازياً.

## الغلاف الجوي
يتناقص الضغط المحيط داخل الغلاف الجوي بزيادة الارتفاع. يستطيع الطيار تحديد الارتفاع بقياس الضغط الجوي المحيط. يمثل تغير مقداره 1 ميلي بار في الضغط المحيط تغيراً في الارتفاع مقداره 9 متر (30 قدم)، بالقرب من سطح البحر.

## تحت الماء
يساوي الضغط المحيط لسطح حر تحت الماء مجموع الضغط الهيدروستاتيكي الناتج عن وزن عمود المياه، والضغط الجوي فوق السطح. يزداد هذا الضغط تزايداً خطياً مع الارتفاع. تكون التغيرات في الضغط المحيط تحت الماء أكبر بكثير منها في الهواء، وذلك لأن كثافة الماء أكبر بكثير من كثافة الهواء. يزداد الضغط المحيط تحت المياه بمقدار 1 بار لكل زيادة في العمق مقدارها 10 متر (33 قدم).
الضغط المحيط للغوص هو ضغط المياه المعرض له الجسم الغاطس عند عمق ما، بإستثناء الضغط داخل بدلة الغوص الجوية أو الآلة الغاطسة.

## بيئات أخرى
لا يقتصر مفهوم الضغط المحيط على البيئات المرتادة بواسطة البشر، بل يمتد إلى أي مكان في الكون بداية من ضغط الفراغ الكبير للفضاء الخارجي إلى الضغط داخل النجوم العملاقة المتفجرة. يصبح مفهوم الضغط ليس له صلة عند الأبعاد المتناهية في الصغر، وغير معرف عند سيطرة الجاذبية.

## وحدات قياس الضغط
يُقاس الضغط في النظام الدولي للوحدات بوحدة الباسكال، وهي وحدة صغيرة جداً بالنسبة للضغط الجوي على الأرض، ولذلك يُستخدم الكيلو باسكال بصفة شائعة. لا يكون للضغط الجوي المحيط عند مستوى سطح البحر قيمة ثابتة، لكنه يتغير بتغير الطقس، وتكون قيمته المتوسطة حوالي 100 كيلو باسكال.
يُعبر عن الضغط المحيط بوحدة البار أو الميلي بار في مجالات مثل علم الأرصاد الجوية والغوص. يساوي 1 بار 100 كيلو باسكال أو الضغط المحيط تقريباً عند مستوى سطح البحر. يساوي الضغط المحيط عند مستوى سطح البحر 1 ضغط جوي تقريباً، والذي يساوي 1.01325 بار، ونتيجة لتقارب الوحدتين فإنهما يُستخدمان بالتبادل في العديد من التطبيقات. قد يُقاس الضغط المحيط في ظروف أخرى بوحدة الرطل لكل بوصة مربعة أو وحدة الضغط الجوي.

## أمثلة للضغط المحيط في بيئات مختلفة
الضغوط المعطاة بدلالة وحدة الضغط الجوي على سطح الأرض.
| البيئة                                         | الضغط الجوي المحيط بوحدة الضغط الجوي القياسي |
| ---------------------------------------------- | -------------------------------------------- |
| فراغ الفضاء الخارجي                            | 0 ضغط جوي                                    |
| متوسط الضغط على سطح المريخ                     | 0.006 ضغط جوي                                |
| قمة جبل إفرست                                  | 0.333 ضغط جوي                                |
| داخل طائرة ركاب على ارتفاع 8000 قدم (2400 متر) | 0.76 ضغط جوي                                 |
| الضغط الجوي عند مستوى سطح البحر                | 1 ضغط جوي                                    |
| 10 متر أسفل سطح مياه البحر                     | 2 ضغط جوي                                    |
| 20 متر أسفل سطح مياه البحر                     | 3 ضغط جوي                                    |
| حدود عمق الغوص الترفيهي (40 متر)               | 5 ضغط جوي                                    |
| احدود العمق الشائعة للغوص التقني (100 متر)     | 11 ضغط جوي                                   |
| أقصى ضغط محيط تعرض له الإنسان عند الغوص        | 54 ضغط جوي                                   |
| سطح كوكب الزهرة                                | 92 ضغط جوي                                   |
| 1 كم أسفل سطح البحر                            | 101 ضغط جوي                                  |
| أعمق نقطة في المحيطات                          | 1100 ضغط جوي                                 |
| مركز الأرض                                     | 3.3 إلى 3.6 مليون ضغط جوي                    |
| مركز المشترى                                   | 30 إلى 45 مليون ضغط جوي                      |
| مركز الشمس                                     | 244 مليار ضغط جوي                            |